# Disney Infinity
Disney Infinity è un videogioco d'azione, da 1 a massimo 4 giocatori, sviluppato da Avalanche Software. Il gioco è stato pubblicato da Disney Interactive Studios per Xbox 360, PlayStation 3, Nintendo Wii, Nintendo Wii U e Nintendo 3DS nell'agosto 2013. Per PC invece è stato pubblicato nell'ottobre dello stesso anno. Come per la serie di videogiochi Skylanders, il gioco è composto da figurine collezionabili che sono sincronizzate nel gioco, permettendo così ai personaggi della Disney di interagire tra loro.
Nella confezione del suddetto videogioco ("Starter Pack") sono incluse le prime tre statuette rappresentanti Jack Sparrow, Sulley e Mr. Incredibile, protagonisti dei film Disney Pirati dei Caraibi, Monsters University e Gli Incredibili - Una "normale" famiglia di supereroi.
Costituisce il primo titolo della serie Disney Infinity; un secondo episodio, intitolato Disney Infinity 2.0: Marvel Super Heroes, è stato pubblicato il 18 settembre 2014, mentre il terzo episodio, Disney Infinity 3.0, è stato distribuito il 26 agosto 2015.
Nel maggio del 2016, Disney annuncia la cancellazione del progetto  e la chiusura degli studi di Avalanche Software (riaperti poi nel 2017, grazie all'acquisizione dello studio da parte di Warner Bros. Interactive Entertainment).

## Mondi attualmente disponibili
Nello Starter Pack di Disney Infinity saranno disponibili Mr. Incredibile, Jack Sparrow e Sulley con i rispettivi mondi. Esistono attualmente altri tre play set appartenenti ad altri film Disney, ovvero Cars, Toy Story e Lone Ranger, oltre ad altre statuette interattive rappresentanti altri eroi Disney che verranno rese disponibili tra il 2013 e il 2014.

## ToyBox e Power Discs
La ToyBox (scatola dei giocattoli) è una modalità di gioco che permette di creare mondi personalizzabili con cui poter creare la propria avventura e il proprio mondo. La Toybox dispone di un'ampia gamma di oggetti che mano a mano che si gioca aumentano dando al giocatore infinite possibilità di gioco. Nella Toybox si possono creare nuovi giochi dal nulla come corse per macchine o gare di abilità, infine grazie ai gettoni extra power (circolari) e quelli interattivi (esagonali) è possibile ampliare ancora di più la gamma di oggetti della Toybox. I gettoni power disc sono oggetti interattivi venduti separatamente da inserire nella infinity base.

## Play Set
I Play Set sono mondi prefabbricati, acquistabili a parte (ad eccezione dei tre presenti nello Starter Pack: Monster University, Pirati dei Caraibi, e Gli incredibili). Si presentano sotto forma di statuina, e per utilizzarli è necessario posizionarli nell'apposito spazio dedicato, sul portale Disney Infinity; il giocatore avrà così la possibilità di giocare all'interno di alcuni mondi ispirati ai franchise Disney e Pixar. Non tutti i personaggi sono compatibili con un determinato Play Set, ma soltanto quelli appartenenti al relativo mondo. Una volta entrato in un mondo, il giocatore avrà la possibilità di esplorarlo liberamente, e di svolgere determinate missioni che portano al completamento dello stesso; potrà inoltre sbloccare vari oggetti da utilizzare nella Toy Box.

## Personaggi
La seguente lista presenta tutti i personaggi del gioco e i franchise dai quali provengono; per ognuno è indicata la data di distribuzione sul mercato, la loro presenza o meno in un determinato pacchetto, e l'ondata a cui appartengono. Vi sono inoltre otto personaggi disponibili anche in versione "Infinita" (Crystal), ovvero con una statuina trasparente, ma che hanno le stesse abilità dei rispettivi personaggi classici: Sullivan, Jack Sparrow, Mr Incredible, Saetta Mcqueen, The Lone Ranger, Buzz Lightyear, Topolino Apprendista Stregone e Agente P.
| Serie                              | Personaggi                    | Pack                                                                  | Data di distribuzione  | Ondata         |
| ---------------------------------- | ----------------------------- | --------------------------------------------------------------------- | ---------------------- | -------------- |
| Pirati dei Caraibi                 | Jack Sparrow                  | Starter Pack                                                          | 18 agosto 2013, Lancio | Prima ondata   |
| Pirati dei Caraibi                 | Hector Barbossa               | Single Character Pack / Sidekicks Pack                                | 18 agosto 2013, Lancio | Prima ondata   |
| Pirati dei Caraibi                 | Davy Jones                    | Single Character Pack / Villains Pack                                 | 18 agosto 2013, Lancio | Prima ondata   |
| Gli incredibili                    | Mr. Incredibile               | Starter Pack                                                          | 18 agosto 2013, Lancio | Prima ondata   |
| Gli incredibili                    | Elastigirl                    | Single Character Pack / Sidekicks Pack                                | 18 agosto 2013, Lancio | Prima ondata   |
| Gli incredibili                    | Syndrome                      | Single Character Pack / Villains Pack                                 | 18 agosto 2013, Lancio | Prima ondata   |
| Gli incredibili                    | Violet Parr                   | Single Character Pack / Girl Power Pack                               | 18 agosto 2013, Lancio | Prima ondata   |
| Gli incredibili                    | Dash Parr                     | Single Character Pack                                                 | 18 agosto 2013, Lancio | Prima ondata   |
| Monsters University                | James P. "Sulley" Sullivan    | Starter Pack                                                          | 18 agosto 2013, Lancio | Prima ondata   |
| Monsters University                | Mike Wazowski                 | Single Character Pack / Sidekicks Pack                                | 18 agosto 2013, Lancio | Prima ondata   |
| Monsters University                | Randy Boggs                   | Single Character Pack / Villains Pack                                 | 18 agosto 2013, Lancio | Prima ondata   |
| Cars                               | Saetta McQueen                | Cars Playset                                                          | 18 agosto 2013, Lancio | Prima ondata   |
| Cars                               | Holley Shiftwell              | Cars Playset                                                          | 18 agosto 2013, Lancio | Prima ondata   |
| Cars                               | Francesco Bernoulli           | Single Character Pack                                                 | 18 agosto 2013, Lancio | Prima ondata   |
| Cars                               | Carl Attrezzi                 | Single Character Pack                                                 | 18 agosto 2013, Lancio | Prima ondata   |
| The Lone Ranger                    | The Lone Ranger               | The Lone Ranger Playset                                               | 18 agosto 2013, Lancio | Prima ondata   |
| The Lone Ranger                    | Tonto                         | The Lone Ranger Playset                                               | 18 agosto 2013, Lancio | Prima ondata   |
| Toy Story                          | Buzz Lightyear                | Toy Story in Space Playset                                            | 22 ottobre 2013        | Seconda ondata |
| Toy Story                          | Jessie                        | Toy Story in Space Playset                                            | 22 ottobre 2013        | Seconda ondata |
| Toy Story                          | Woody                         | Single Character Pack                                                 | 1º ottobre 2013        | Seconda ondata |
| Nightmare Before Christmas         | Jack Skellington              | Single Character Pack                                                 | 5 ottobre 2013         | Seconda ondata |
| Rapunzel - L'intreccio della torre | Rapunzel                      | Single Character Pack / Girl Power Pack                               | 22 novembre 2013       | Seconda ondata |
| Ralph Spaccatutto                  | Ralph Spaccatutto             | Single Character Pack / Wreck-It Ralph Toy Box Pack                   | 22 novembre 2013       | Seconda ondata |
| Ralph Spaccatutto                  | Vanellope von Schweetz        | Single Character Pack / Wreck-It Ralph Toy Box Pack / Girl Power Pack | 24 novembre 2013       | Seconda ondata |
| Frozen                             | Anna                          | Single Character Pack / Frozen Toy Box Pack                           | 26 novembre 2013       | Seconda ondata |
| Frozen                             | Elsa                          | Single Character Pack / Frozen Toy Box Pack                           | 26 novembre 2013       | Seconda ondata |
| Fantasia                           | Topolino apprendista stregone | Single Character Pack                                                 | 26 gennaio 2014        | Seconda ondata |
| Phineas e Ferb                     | Phineas Flynn                 | Single Character Pack / Phineas and Ferb Toy Box Pack                 | 1º aprile 2014         | Seconda ondata |
| Phineas e Ferb                     | Agent P                       | Single Character Pack / Phineas and Ferb Toy Box Pack                 | 1º aprile 2014         | Seconda ondata |

1. 1 2  Solo in America

## Accoglienza
Il gioco è stato accolto in maniera positiva dalla critica, e le versioni per Xbox 360, PlayStation 3 e Wii U, detengono rispettivamente una media di 74, 75, e 71 su Metacritic. Accoglienza differente per la versione Nintendo 3DS, bocciata dalla critica con una media di 40,00% su GameRankings.